# Octon
Octon é uma comuna francesa na região administrativa de Occitânia, no departamento de Hérault. Estende-se por uma área de 21,81 km². Em 2010 a comuna tinha 537 habitantes (densidade: 24,6 hab./km²).